# Gunnar Bergsten
Gunnar Bergsten (* 26. März 1945 in Lidköping; † 5. Februar 2011 in Stockholm) war ein schwedischer Jazz-Baritonsaxophonist.

## Leben und Wirken
Bergsten begann seine Karriere in den 1960er Jahren, nachdem er an der Königlichen Musikakademie in  Stockholm studiert hatte, in den Bands von Rolf Ericson und Bernt Rosengren. Anfang der 1970er  Jahre spielte er in der Prog-Formation Fläsket Brinner, 1971 in Maffy Falays Band Sevda, die türkische Musik mit Jazz fusionierte, und 1973 in der Bluesrock-Band Levande livet. In dieser Zeit arbeitete Bergsten als Sessionmusiker mit Bo Hansson (Music Inspired by Lord of the Rings 1969, Magician's Hat, 1972 und Attic Thoughts, 1975); und weiterhin mit Rosengren bei Platteneinspielungen wie Notes from the Underground (1973) zusammen, ferner mit den Pianisten Lasse Werner und Lars Sjösten, an dessen Lars-Gullin-Projekt mit Lee Konitz er 1983 ebenso mitwirkte wie an dessen Album Roots and Relations, das 1989 mit der Gyllene Skivan ausgezeichnet wurde. In den 1980er Jahren war er außerdem Mitglied im Quartett des Saxophonisten Tommy Koverhult. In den 1990er Jahren spielte er für das Label Arietta sein Album The Good Life mit Peter Nordahl (Piano), Patrik Boman (Bass) und Leif Wennerström (Schlagzeug) ein, für das er 1995 einen Grammis erhielt.
1996 folgte das Album Porgy and Bess, an dem auch Bernt Rosengren als Gastsolist mitwirkte. Mit Nordahl nahm er 2000 das Duoalbum Play Lars Gullin auf. In den 2000er Jahren arbeitete er mit Patrik Bomans Seven Piece Machine und außerhalb des Jazz mit der Formation Anekdoten um die Sängerin Anna Sofi Dahlberg.

## Würdigung
Bergsten wurde 1999 mit dem Lars-Gullin-Preis ausgezeichnet. Nach Ansicht von Alex Henderson erinnert sein Spiel an Gerry Mulligan, jedoch mit einem größeren Tonumfang, ohne den aggressiven Stil eines Cecil Payne oder Pepper Adams. Cook/Morton halten Bergstren für ebenbürtig mit Baritonsaxophonisten wie Lars Gullin, Mulligan, Serge Chaloff und Harry Carney.

## Lexikalischer Eintrag
- Richard Cook, Brian Morton: The Penguin Guide of Jazz on CD. 6. Auflage. Penguin, London 2002, ISBN 0-14-051521-6.